# 하마와 악어 사냥
《하마와 악어 사냥》(영어: The Hippopotamus and Crocodile Hunt)은 페테르 파울 루벤스가 1615년~1616년에 그린 그림이다. 사자, 늑대, 멧돼지 사냥을 묘사한 다른 세 작품과 함께 슐라이스하임 궁전을 장식하기 위해 1615년에 의뢰되었으나 세 작품 모두 나폴레옹 전쟁 중 약탈되었다. 그중 《하마와 악어 사냥》만이 독일 뮌헨으로 반환되었으며, 현재 알테 피나코테크에 소장되어 있다.

## 설명
1615년에서 1616년 사이에 그려진 《하마와 악어 사냥》의 배경은 뒤에 야자수가 그려져 있듯이 나일강 유역을 배경으로 한다. 당시 하마와 악어는 위험한 골칫거리로 여겨졌기 때문에 이들을 사냥하는 것은 귀족들의 의무였다. 작품 속 아라비아 말을 타고 있는 세 명의 남자는 동양풍 의상을 입은 채로 각각의 손엔 창과 검을 들고 사냥하고 있으며 밑에는 상의를 탈의한 두 명의 하인이 사냥에 가담하고 있다. 하인 중 한 명은 죽은 것으로 묘사되어 있다. 분노한 하마는 악어를 짓밟고 있으며 사냥꾼과 사냥개의 공격을 받고 있다. 비교적 정확하게 묘사된 하마와 악어의 신체적 모습은 동시대의 다른 작품들과 대조되며 당시 경험주의와 자연사에 대한 관심이 증가하고 있었음을 알 수 있다. 당시 루벤스는 작품 속 하마를 묘사하기 위해 고염수에 보존된 죽은 하마를 보러 로마로 갔을 수도 있다는 추측이 있다.

## 역사
루벤스는 대규모의 사냥 장면을 담은 그림을 오랫동안 그렸으며 1610년대와 1620년대에 귀족 후원자들을 위해 수십 편의 작품을 제작했다. 막시밀리안 1세 폰 바이에른 선제후는 1615년 루벤스에게 비텔스바흐 왕자들의 여름 별장인 슐라이스하임 궁전을 장식하기 위한 《하마와 악어 사냥》과 사자, 늑대, 멧돼지 사냥을 묘사한 세 점의 그림을 의뢰했다. 루벤스는 그의 작업실에서 1615~16년에 걸쳐 앤트워프에서 네 개의 대형 그림을 제작했다. 그러나 나폴레옹 전쟁 중에 약탈되었으며 《하마와 악어 사냥》만이 뮌헨으로 반환되어, 현재 알테 피나코테크에 소장되어 있다.
인물들 간의 복잡한 형태, 격동적인 움직임과 폭력적인 장면, 자극적인 장면 및 화려한 색상은 루벤스 스타일의 특징이다. 1847년 1월 25일 행정고시를 통해 프랑스의 낭만주의 화가 외젠 들라크루아는 악어를 "처형의 걸작"이라고 감탄하면서도 "악어의 행동이 더 흥미로웠을 수도 있다"고 말하기도 했다.

## 관련된 루벤스의 작품

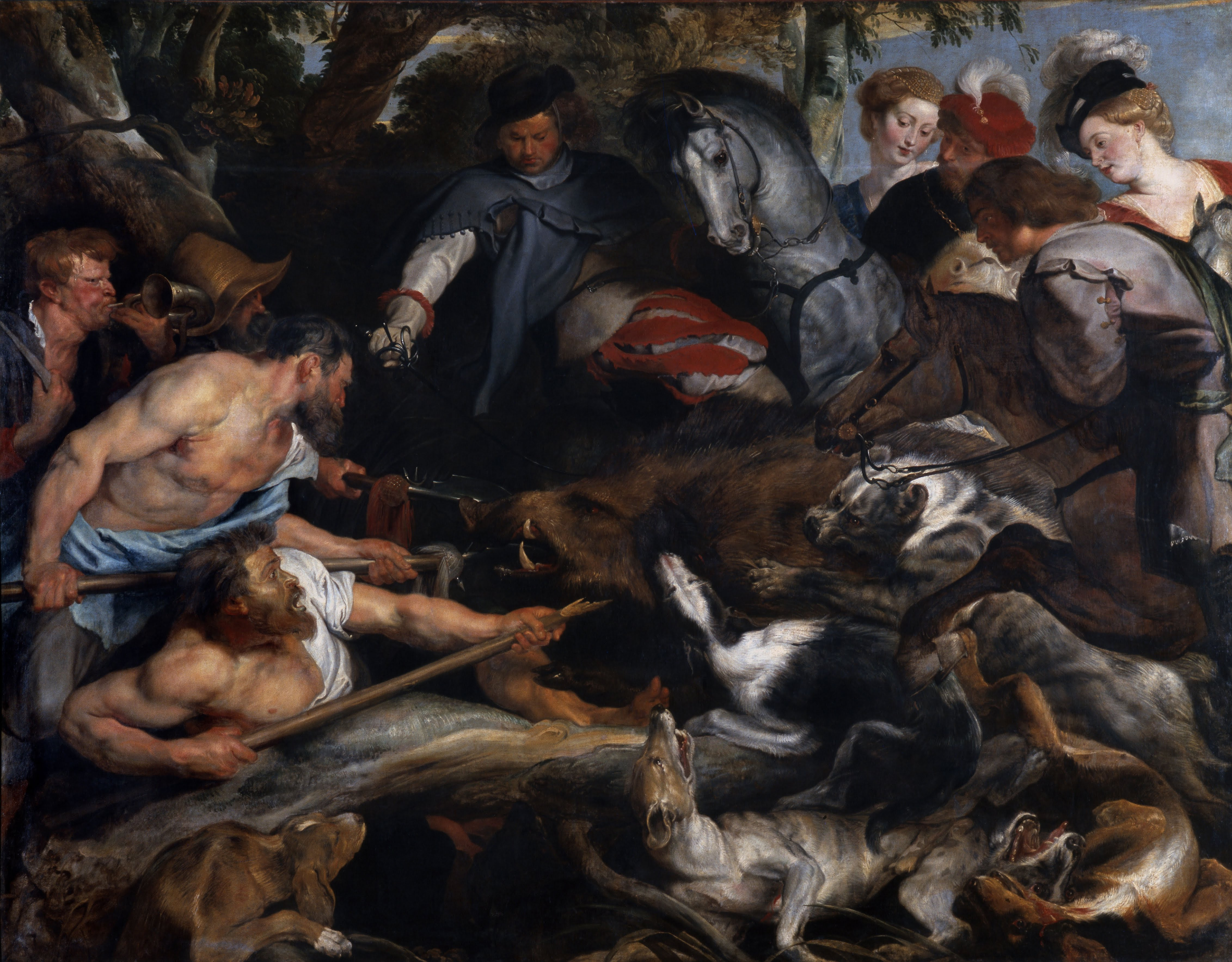
《멧돼지 사냥》, 1615년~1617년
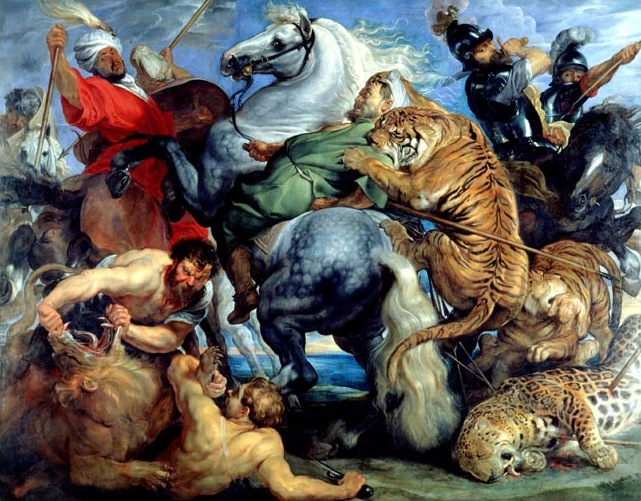
《호랑이 사냥》, 1615년~1616년
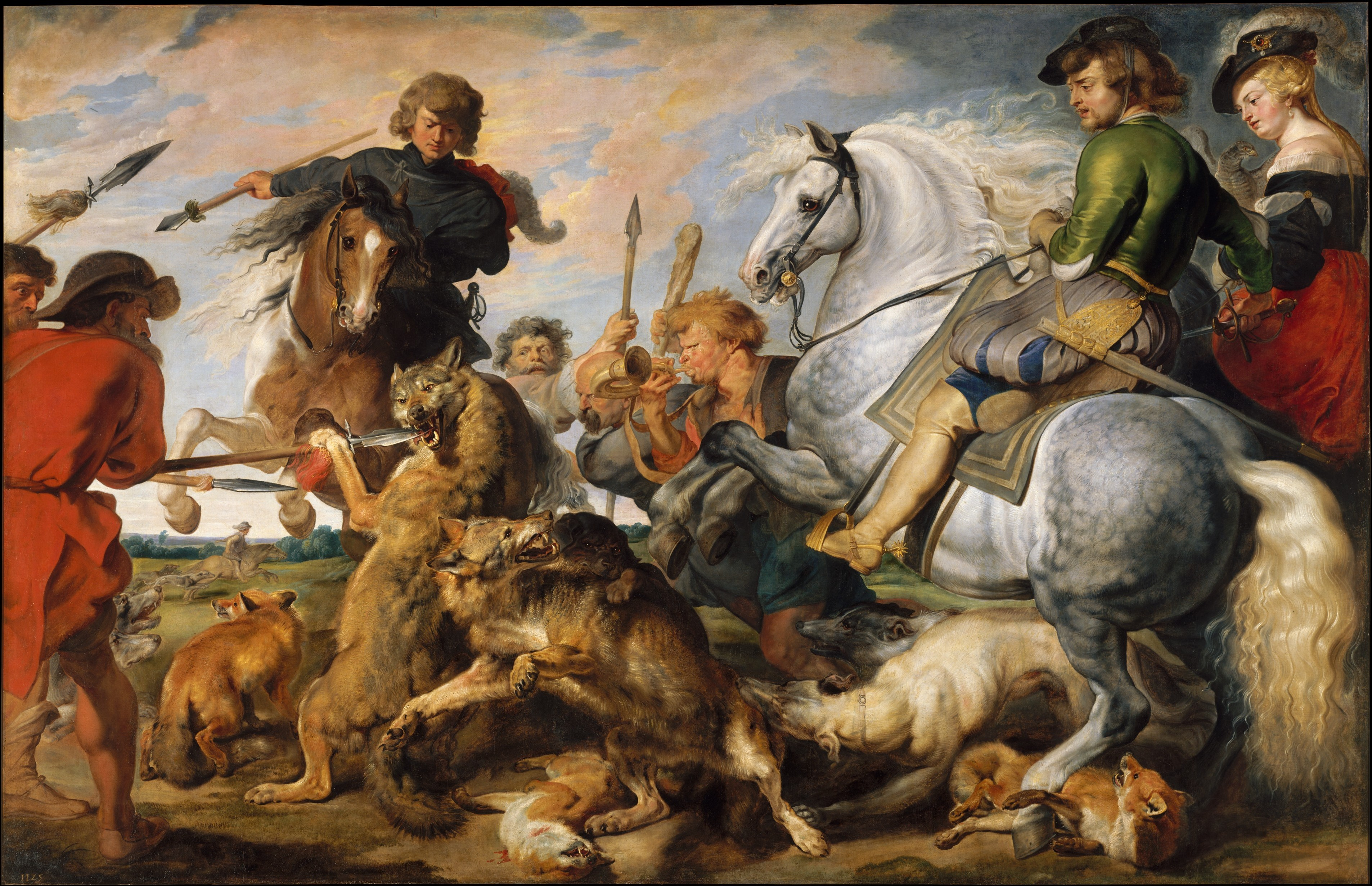
《늑대와 여우 사냥》, 1616년경
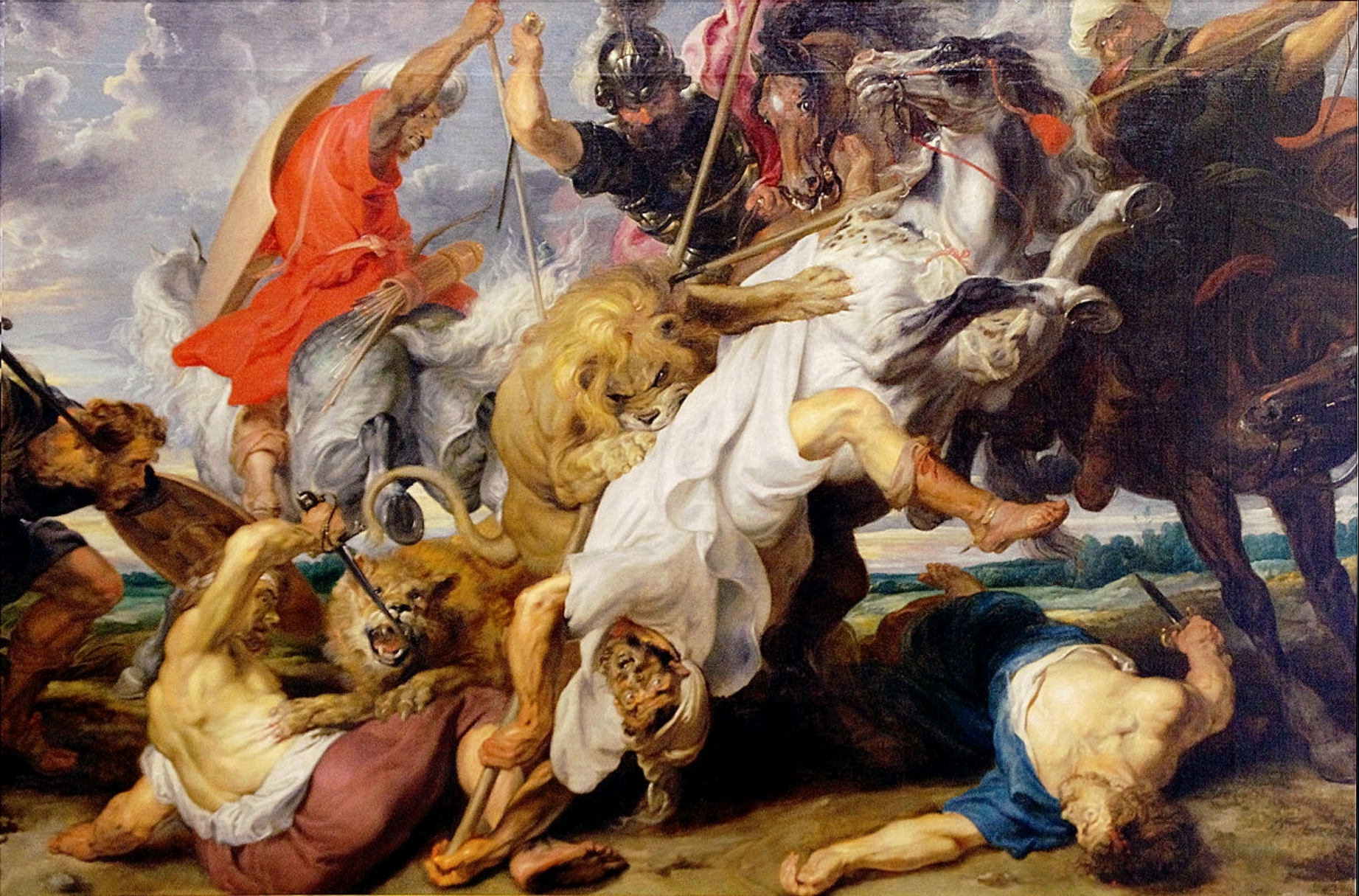
《사자 사냥》, 1621년